# 관샤오퉁
관샤오퉁(중국어 간체자: 关晓彤, 정체자: 關曉彤, 병음: Guān Xiǎotóng, 한자음: 관효동, 1997년 9월 17일~)은 중화인민공화국의 배우이자 모델이다.

## 생애
관샤오퉁은 중국 베이징시의 한 예술가 가정에서 태어났다. 그의 가문은 만주족 구왈갸씨(瓜爾佳氏：关氏)이다. 할아버지는 관쉐쩡(关学曾)은 베이징의 금서대가였으며, 아버지인 관샤오정(关少曾)은 배우였다. 이러한 가정 문화의 영향으로 인해 관샤오퉁은 어릴 적부터 예술을 배우며 자라왔다. 춤과 피아노를 즐겨했으며, 4세의 어린 나이에 아버지와 함께 드라마를 촬영하기도 하였다. 이렇게 배우의 길로 걷게 되었다.
2016년, 서던메트로폴리스 선정 '포스트 90년 사소화단(90后四小花旦)' 중의 한 명으로 선정되었다. 2019년, CCTV 선정 '포스트 95년 사소화단(95后四小花旦)' 중의 한 명으로도 선정되었다.